# Venturia patula
Venturia patula är en stekelart som först beskrevs av Henry Lorenz Viereck 1912.  Venturia patula ingår i släktet Venturia och familjen brokparasitsteklar. Inga underarter finns listade i Catalogue of Life.